# Burbidgea schizocheila
Burbidgea schizocheila är en enhjärtbladig växtart som beskrevs av Hackett. Burbidgea schizocheila ingår i släktet Burbidgea och familjen Zingiberaceae. Inga underarter finns listade i Catalogue of Life.

## Bildgalleri

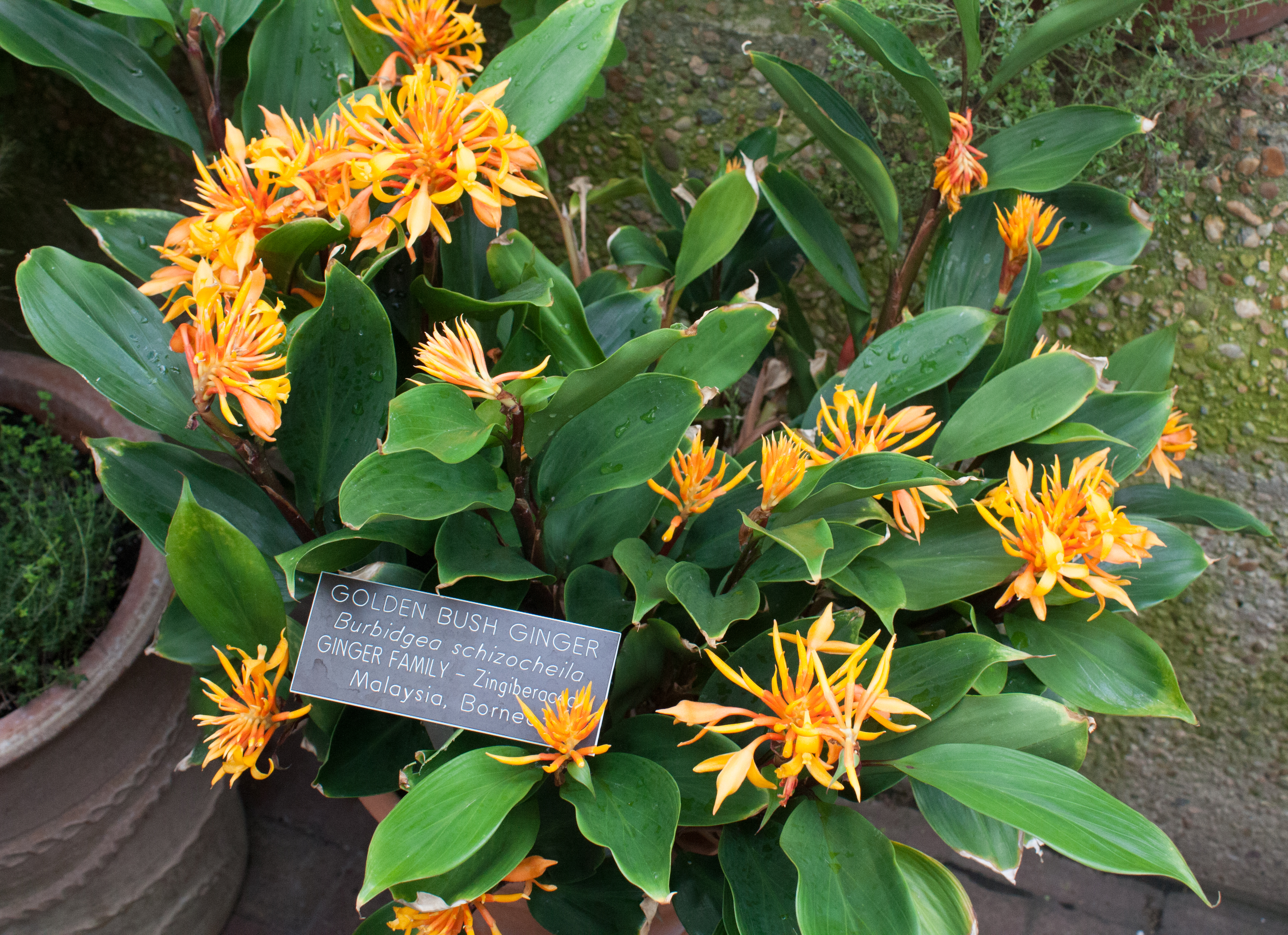
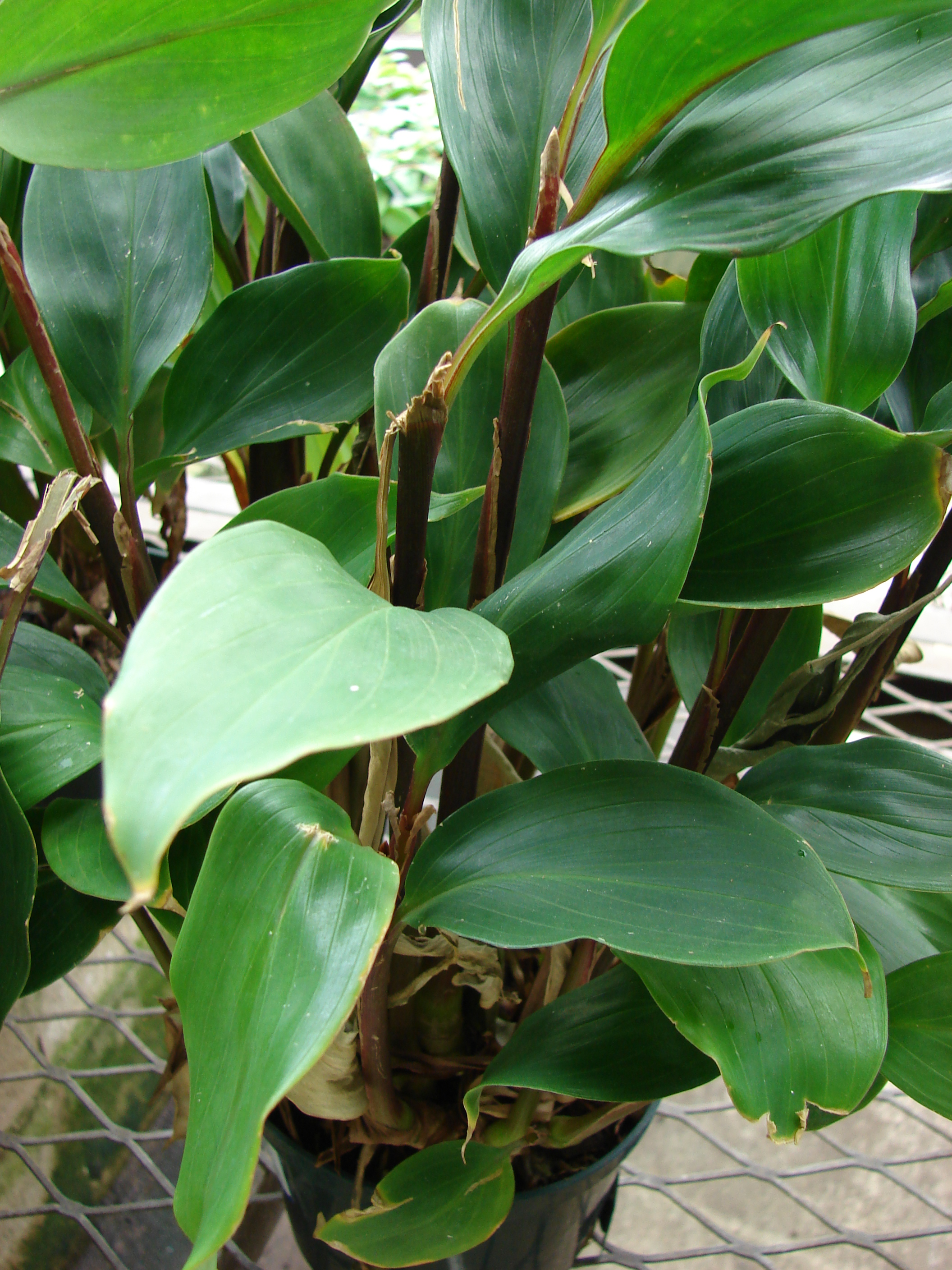
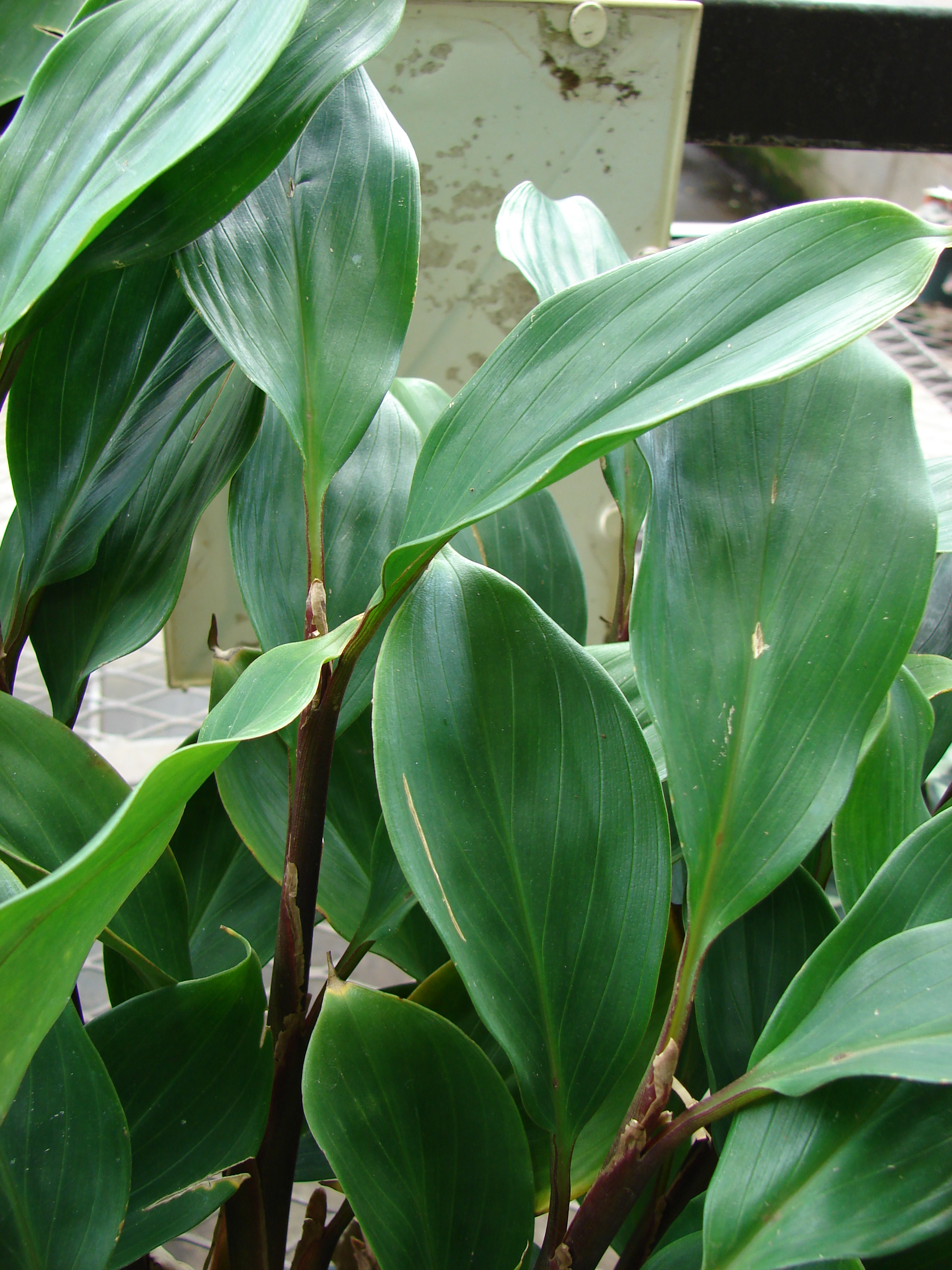